# بتخني
بتخني هي إحدى القرى اللبنانية من قرى قضاء بعبدا في محافظة جبل لبنان.